# Fagerholm, Abborrsjön och Johannesdal
Fagerholm, Abborrsjön och Johannesdal var en av SCB avgränsad och namnsatt tidigare småort på Ingarö i Värmdö kommun, Stockholms län. Småorten omfattade bebyggelse i de tre bostadsområdena. I samband med tätortsavgränsningen 2015 kom småorten att inkluderas i tätorten Fågelvikshöjden.